# Барабанная перепонка
Бараба́нная перепо́нка (лат. membrana tympani) — тонкая, непроницаемая для воздуха и жидкости мембрана, разделяющая наружное и среднее ухо. Служит для передачи звуковых колебаний во внутреннее ухо, а также препятствует попаданию в барабанную полость инородных тел.
Имеется у наземных позвоночных (за исключением хвостатых и безногих земноводных, роющих змей). У людей расположена в глубине наружного слухового прохода.
Иннервируется ветвями барабанного нерва, который в свою очередь является ветвью языкоглоточного.

## Характеристики
Барабанная перепонка человека имеет следующие характеристики:
- Форма: У взрослых — овальная, у детей — круглая.
- Размеры: длинный диаметр барабанной перепонки взрослого равен 9,5—10 мм, короткий — 8,5—9 мм.
- Толщина: 0,1 мм.
- Цвет: перламутровый или жемчужно-серый со слабым блеском.
- Положение: за счёт различной длины стенок слухового прохода передненижний участок барабанной перепонки расположен глубже, чем задневерхний. Из-за этого между барабанной перепонкой и стенками слухового прохода в передненижнем отделе образуется острый угол приблизительно в 27°, а в задневерхнем — в 140°. Впрочем, имеются сильные индивидуальные колебания в этих отношениях.

## Гистологическое строение
Гистологическое строение натянутой и ненатянутой частей барабанной перепонки отличается.
Ненатянутая часть (pars flacida) барабанной перепонки состоит из двух слоев: эпидермального и эпителиального.
Натянутая часть (pars tensa) барабанной перепонки состоит из трёх слоёв:
1. Наружный слой. Состоит из эпидермиса, который является продолжением кожи наружного слухового прохода.
2. Средний слой. Состоит из двух слоёв фиброзных волокон — радиарных и циркулярных. Данный слой при поражении не регенерирует.
3. Внутренний слой. Состоит из слизистой оболочки, выстилающей барабанную полость.

Барабанная перепонка в процессе эмбриогенеза развивается из жаберной мембраны, связанной с первой жаберной дугой. Таким образом, в составе барабанной перепонки присутствуют все 3 зародышевых листка (энтодерма, эктодерма, мезодерма).

## Принцип действия
Звуковое давление вызывает вибрацию барабанной перепонки. Непосредственно к барабанной перепонке примыкает молоточек, который посредством других слуховых косточек — наковальни и стремени — передаёт колебания барабанной перепонки овальному окну и далее улитке. Для восприятия человеком резонансных частот достаточно смещения барабанной перепонки на расстояние меньше диаметра атома водорода.